# 上市町立相ノ木小学校
上市町立相ノ木小学校（かみいちちょうりつ あいのきしょうがっこう）は富山県中新川郡上市町にある公立小学校。

## 沿革
個別に出典が提示されている箇所を除いた出典→
- 1873年9月 - 放士ヶ瀬新村に照徳小学校を創立。
- 1880年4月 - 照徳小学校を廃校し、放士ヶ瀬村に蕉化小学校を、久金に供和小学校をそれぞれ創立。
- 1883年5月 - 供和小学校が下青出小学校になる。
- 1884年4月 - 上経田に啓新小学校を創立。下青出小学校が中青出小学校になる。
- 1887年4月 - 蕉化、中青出、啓新の三小学校を廃止。蕉化小学校と飯坂新小学校の二小学校となる。
- 1888年
  - 3月 - 400余円の費用にて校舎落成[3]。
  - 4月 - 蕉化小学校を廃止し、飯坂新小学校に併合。
- 1890年4月 - 相ノ木簡易小学校と改称。
- 1892年10月 - 相ノ木尋常小学校と改称。
- 1912年5月 - 高等科を併置し、相ノ木尋常高等小学校と改称。
- 1922年3月 - 校舎を増築[3]。
- 1937年1月 - 雨天体操場を新設、運動場を拡張[3]。
- 1941年4月 - 相ノ木国民小学校と改称。
- 1947年4月 - 相ノ木小学校と改称。
- 1954年4月 - 町村合併で上市町立相ノ木小学校と改称。
- 1973年8月 - プ－ル完成。
- 1979年3月 - 旧校舎から500m先の上荒又にて移転完成[4]。
- 1988年12月 - ランチル－ム完成。
- 1990年10月 - 相撲場完成。
- 1997年8月 - 校舎耐震補強工事施工。
- 2000年8月 - 移転改修工事。
- 2003年3月 - グラウンド拡張。
- 2007年9月 - 体育館耐震補強・大規模改修工事。
- 2009年12月 - 蓄熱暖房設置・省エネ照明器具設置・太陽光発電装置設置。
- 2010年4月 - 特別支援学級（自閉症・情緒障害）開級（2012年3月閉級）。
- 2012年7月 - 各教室エアコン設置、相撲場土俵改修。
- 2013年6月 - 校舎大規模改修事業。

## 通学区域
上経田、下経田、上荒又、下荒又、新清水、放士ケ瀬新、放士ケ瀬、中開発、飯坂新、飯坂、青出新、中青出、久金、上条沖、下青出、久金新、相ノ木新町

## 進学先
- 上市町立上市中学校